# Nikté (película)
Nikté es una película de animación mexicana de 2009, dirigida por Ricardo Arnaiz, producida por Animex Producciones y distribuida por Universal Pictures.
Contó con las voces de Sherlyn González, Pierre Angelo, Ro Velázquez (integrante de la banda Liquits), Pedro Armendáriz Jr., Silverio Palacios, el cantante Álex Lora, Maya Zapata y Regina Orozco, entre otros.
Fue el segundo largometraje tanto del director como de dicha compañía, pero pese a ello la película terminó siendo un fracaso en taquilla dado que tuvo competencia dura contra Avatar de James Cameron.
El filme narra la historia de una joven huérfana de 13 años de edad que se hace pasar por una princesa anunciada en una profecía, pasará por miles de aventuras, conocerá amigos que la ayudarán en su travesía y sorteará miles de obstáculos que le harán entender que para ser el más grande, primero hay que ser el más pequeño.

## Argumento
Una familia panameña está de visita en el Parque-Museo La Venta. La hija más grande decide quedarse esperándolos al lado de una cabeza colosal, de la cual un fragmento de ella se abre y la chica interesada con la linterna de su celular se acerca para ver que tiene inscrito. De un momento a otro nos situamos ahora en el estado de Tabasco durante la América precolombina ante una joven huérfana de 13 años llamada Nikté que aparentemente sueña con convertirse en princesa, después de que esta viera una profecía acerca de una princesa que caería del cielo para salvar a su pueblo de una catástrofe que pronto se avecinaba.
Esta con la ayuda de su amigo Paal logra engañar a todos haciéndose pasar por dicha princesa sin saber que dicho acto la conllevaría a cumplir con una gran responsabilidad, mientras tanto en una isla donde habita un chaneque llamado Chin que con sus inventos sueña con ayudar a su aldea que está atravesando por muchos problemas (como pasar hambre, tener que esperar a que un Ara macao se pose en una palmera para que esta con su movimiento poder derribar un coco y no poder salir dado que del otro lado del río en el acantilado habitan unas criaturas llamadas Ikales que parecen ser inofensivas pero al instante cuando se les acercan se convierten en monstruos que de igual forma odian el agua) por esto que igual quiere ser grande entre su gente, así que cuando Nikté se topa con el ambos emprenden un viaje en busca de la Flor Divina (una flor especial que ayudará a la elegida a acabar con Tac No Hoch; la catástrofe) y una ramita de Tenmeaka (que se trataba de un encargo ficticio que el jefe de los chaneques le dio a Chin para que este se fuera para siempre y no regresara, como se puede ver: tenme acá, aunque esté totalmente convencido de que esa rama tan especial existía). 
Nikté y Chin buscan la ayuda de Ij' Aesu, una doncella ermitaña quien les da un camino para encontrar lo que buscan. 
Más adelante, Nikté quien se da cuenta del gran error que cometió y al darse que cuenta de que ya no les queda mucho tiempo para buscar la flor en el camino se cruza con Tanké, hijo del señor Ka's que engañó a su hijo diciéndole que quería salvar a su pueblo pero sus verdaderas intenciones eran apoderarse del País del Hule con la ayuda de Tac No Hoch, éste se la roba para dársela a su padre, sin embargo Nikté logra regresa a su hogar entonces al confesarle a los sacerdotes que les había fallado y al ver que el fin estaba cerca esta de último momento se lanza a la bestia desde la pirámide sacrificándose para así salvarlos, esta paso de ser una criatura gigantesca conformada por miles de langostas a ser una criatura conformada por mariposas blancas que cargaban a una princesa sacrificada pero viva (dando a conocer que ella era la verdadera flor que salvaría al País del Hule), reconciliándose con su familia. Tanké hace lo mismo al confesarle lo cegado que estaba al seguir a su padre, sin embargo ella también acepta que se equivocó admitiendo que tampoco es una verdadera princesa. Sin embargo, sus padres, quienes en realidad eran dioses, le comentan que sí era la elegida, pero antes tenía que encontrarse a sí misma. Ahora su hija convertida en una verdadera princesa junto con sus hermanos reconstruirían todo lo que fue destruido y formarían 5 grandes civilizaciones a lo largo de la región. Chin estaba decepcionado de no encontrar lo que buscaba, por lo que Nikté le dice a su mamá que si podían hacer algo por él. La madre de Nikté le da la ramita de Tenmeaká, y le da las gracias por hacerle ver a su hija una gran lección: Para ser el más grande primero hay que ser el más pequeño.
Regresando a su aldea ahora empobrecida por la catástrofe, Chin les cuenta a todos su aventura mientras que también se da a entender que la razón por la cual los Ikales los atacaban era por las joyas que estos llevaban, la ramita que le habían dado previamente, la planta en medio de la isla convirtiéndose de pronto en un árbol gigantesco con alimentos, a lo cual los chaneques felices celebran bailando y cantando acompañados del rock. Mientras tanto, en el presente, el guía le estaba contando la historia sobre el por qué la cultura olmeca se considera la cultura madre a la familia del principio, mientras la niña es despertada por su mamá avisándole que ya se tenían que ir, resultando en que todo lo que había sucedido había sido un sueño. Al momento de irse, esta cae en un charco de lodo y se ensucia la cara, dejándose en la frente las marcas del jaguar que la princesa celestial de la historia llevaba y esta al decir chin se acuerda del personaje que la había ayudado pero se lamenta porque él no estuviera ahí, sin embargo, este sale por detrás de la cabeza y le afirma que está listo para aprender la nueva lección.

## Reparto
- Sherlyn González como Nikté
- Pierre Angelo como Chin
- Ro Velázquez  como Tanké
- Pedro Armendáriz Jr. como Ka's
- Silverio Palacios como El Jefe de los Chaneques
- Álex Lora como Chamán Chaneque
- Maya Zapata como Xtabay
- Regina Orozco como Ij' Aesu
- Jorge Arvizu como el Guardián de Roca
- Eduardo Manzano como Kan y Kun
- Regina Torné como Metztli
- Humberto Moreno como K'in y Arnold Chanekenegger

### Voces adicionales
- Gabriel Villar
- José Juan López
- Eduardo J. Ahuactzin
- Ricardo de la Rosa
- Amalia Félix
- Pablo Félix
- Omar Espinosa de los Monteros
- Cinthya Olvera
- Paul Rododera
- Salvador Quan Kiu
- Andrés López
- Pedro Félix
- María Alejandra Muñozcano